# 白玉山塔
白玉山塔，原名表忠塔，曾名白玉塔，建于1907年，位于中华人民共和国辽宁省大连市旅顺口区白玉山南麓，是日俄战争后日本军队为纪念战死士兵、向天皇表忠心而修建的。中华人民共和国建立后，几次有人提出拆除此塔，但白玉山塔最终得以保留，现为爱国主义教育基地。 1985年，白玉山塔被列入大连市文物保护单位。

## 历史
甲午战争结束后，清政府与日本政府签订了《马关条约》，割让辽东半岛。在俄罗斯、德国、法国三国的干涉下，日本被迫将辽东半岛还给清朝，但要求清政府缴纳三千万两白银赎金。1898年，俄罗斯据《中俄密约》租借旅顺口、大连。1904年日本发动日俄战争，夺得旅顺、大连的租借权。战时，俄军的一个海军基地就位于塔下的海湾。

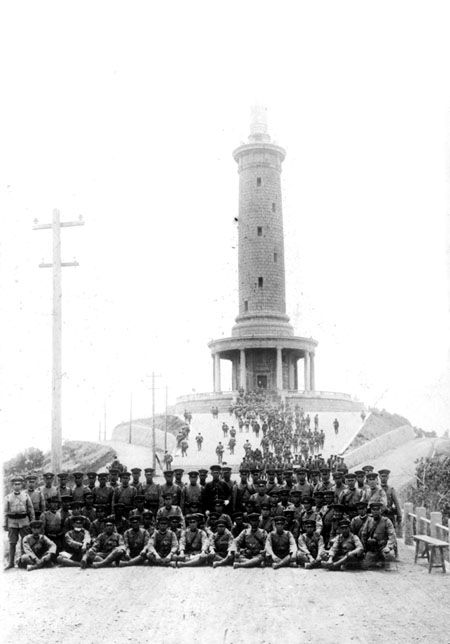
祭祀活动后，日军在塔下合影

1907年，日本联合舰队司令东乡平八郎、日本第三军司令乃木希典为祭奠战死的22723士兵，在白玉山南麓修建表忠塔。为此，日本政府在国内募款25万日元，还从日本运来花岗岩、水泥、木材、钢材。日俄战争中日军曾主动沉船17艘，以堵塞航道，防止俄军增援。战后，沉船用的石头被日军打捞上来，用于建设塔基。塔身外部的石料来自乃木希典的家乡山口县的黑髪島。为了建塔，日军还强徵了两万中国劳工，很多劳工死于建设中。 自1907年6月开工建设，1910年11月完工，建设共耗时两年五个月。建成后日军在此多次举行祭祀活动。
白玉山塔高66.8米，18个窗口。塔身设计为炮弹形，以炫耀军威。也有人说这是在表彰日军的炮兵部队。还有说法称塔身为蜡烛形，日军为祭悼亡灵作此设计。塔内有24层铁质螺旋楼梯，台阶273级，是自美国訂制的。 塔顶北侧有铜质铭文，为东乡平八郎与乃木希典合撰，简述了旅順會戰的过程。塔顶的观光台的铁质围栏为太阳旗的放射图案。此外，日军还在白玉山北峰（今旅顺海军兵器馆舰桥下）建有一座“纳骨祠”，葬有日俄战争中死亡的22723名日军士兵的骨灰。
第二次世界大战中，1945年苏联发动八月風暴行動出兵中国东北，击败日本关东军，取得旅顺、大连。苏军铲掉了塔上“显忠塔”三字和铜质的铭文，塔名改为“白玉塔”。塔顶围栏的太阳旗放射图案被用水泥改成五角星。1986年4月16日，旅顺政府正式将显忠塔依山名改为“白玉山塔”。 